# Arcuavena barbiellinii
Arcuavena barbiellinii är en tvåvingeart som först beskrevs av Mario Bezzi 1908.  Arcuavena barbiellinii ingår i släktet Arcuavena och familjen vapenflugor. Inga underarter finns listade i Catalogue of Life.